# Scott Barnes
Pour les articles homonymes, voir Barnes.
Scott Michael Barnes (né le 5 septembre 1987 à Springfield, Massachusetts, États-Unis) est un lanceur gaucher de baseball sous contrat avec les Blue Jays de Toronto de la Ligue majeure.

## Carrière
Scott Barnes est drafté d'abord par les Nationals de Washington, qui en font un chois de 43e ronde en 2005, mais il ne signe pas avec l'équipe et va jouer pour la Saint John's University à New York. Les Giants de San Francisco le repêchent en 8e ronde en 2008 et il amorce sa carrière professionnelle dans les ligues mineures la même année avec des clubs affiliés à cette franchise. Le 27 juillet 2009, alors qu'il joue toujours dans les mineures, Barnes passe aux Indians de Cleveland, qui l'obtiennent des Giants en retour de Ryan Garko, un joueur de premier but.
Barnes fait ses débuts dans le baseball majeur le 30 mai 2012 avec les Indians de Cleveland, lançant une manche en relève sans accorder de point aux Royals de Kansas City. En 2012 et 2013, il apparaît dans 22 matchs des Indians, réussit 26 retraits sur des prises et maintient une moyenne de points mérités de 5,20 en 27 manches et deux tiers lancées, avec une défaite comme seule décision. Après une année entière passée en ligues mineures avec les Clippers de Columbus, club-école des Indians, il est transféré aux Orioles de Baltimore le 26 novembre 2014. Après une année dans les mineures, Barnes est réclamé au ballottage par les Rangers du Texas le 8 décembre 2014. Le 23 décembre suivant, il est réclamé au ballottage une fois de plus, par les Blue Jays de Toronto.